# Kiwi Football Club
El Kiwi Football Club, llamado Vailima Kiwi FC por razones de patrocinio, es un equipo de fútbol de Samoa. Se fundó en 1977 y fue campeón de la National League siete veces, en 1984, 1985, 1997, 2010-11, 2011-12, 2013-14 y 2018. Es el club más ganador del país.

## Palmarés
- Liga Nacional de Samoa (7): 1984, 1985, 1997, 2010/11, 2011/12, 2013/14 y 2018
- Copa de Samoa (2): 2010, 2014